# Michael Guttenbrunner
Michael Guttenbrunner (* 7. September 1919 in Althofen, Österreich; † 12. Mai 2004 in Wien) war ein österreichischer Dichter und Schriftsteller.

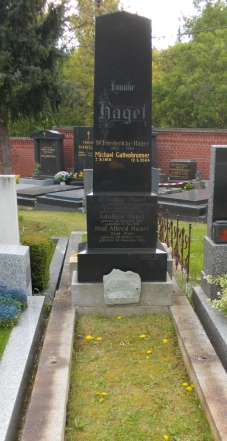
Grabstätte von Michael Guttenbrunner

## Leben
Michael Guttenbrunner wurde am 7. September 1919 als Sohn des Pferdeknechts und Fabrikarbeiters Paul Guttenbrunner (* 24. Jänner 1886) und dessen Ehefrau Karolina Weiss (auch Weiß geschrieben, * 14. Februar 1894) auf der Adresse Althofen 38 geboren und am 14. September 1919 getauft. Sein Vater stammte aus der Nachbargemeinde Straßburg und war ein ehelicher Sohn der katholischen Eheleute Lorenz und Theresia Guttenbrunner (geborene Bachler). Seine Mutter war eine uneheliche Tochter der ledigen Margaretha Weiß aus Weitensfeld im Gurktal. Seiner Eltern hatten am 25. November 1917 geheiratet.
In seinen jungen Jahren arbeitete Guttenbrunner ebenfalls als Knecht, zweimal wurde er wegen „illegaler Betätigung für die verbotenen Sozialdemokraten“ verhaftet. Ab 1937 besuchte er die „Grafische Lehr- und Versuchsanstalt“ Wiens, nach dem Einmarsch der Nationalsozialisten verwies man ihn der Schule, weil er sich weigerte, das Horst-Wessel-Lied zu singen. 1941 wurde er zur Wehrmacht eingezogen. Er kam dreimal vor das Kriegsgericht, unter anderem, weil er einen Nazioffizier zusammengeschlagen hatte, wobei er, wie es heißt, vor diesem Tribunal nur knapp der Hinrichtung entging. Dass 1944 eine Todesstrafe – die schließlich in Frontbewährung umgewandelt wurde – gegen ihn verhängt wurde, scheint historisch umstritten.
Ungeachtet dessen steht aber fest, dass Guttenbrunner zeitlebens eine antifaschistische Haltung und eine ausgeprägte Aversion gegen Autoritäten hegte. Beides kommt in seinen literarisches Werken nachhaltig zum Ausdruck. Nach dem Krieg war er keiner, der die Schrecken des Krieges vergessen wollte, so wie das in Österreich gerne getan wurde, sondern er erinnerte daran und wurde dadurch in der Öffentlichkeit unbeliebt und umstritten, obwohl er nur dafür eintrat, Nazi-Verbrecher nicht mit der dort gerne geübten Nachsicht zu behandeln. Er setzte sich auch gleich nach dem Krieg für die vor den Nationalsozialisten geflohenen österreichischen Autoren ein. So brachte er 1956 einen Band mit Gedichten (Vom schwarzen Wein) von dem noch im Exil in London lebenden Theodor Kramer, mit dem er befreundet war, heraus. Die Selbststilisierung als Widerständler gegen das NS-Regime lässt sich jedoch seit der Auffindung der Kriegsgerichtsakten kaum aufrechterhalten.
Am 7. März 1958 trat Guttenbrunner aus der römisch-katholischen Kirche aus. Er  war Freimaurer; 1975 wurde er Mitglied der Loge Zu den 3 Lichtern und später der Forschungsloge Quatuor Coronati.
Michael Guttenbrunner publizierte seit 1947 Lyrik und Prosa. Neben der lyrischen Produktion stellt das komplexe Prosa-Werk Im Machtgehege, dessen erster Band 1976 erschien und das ab 1994 bis zu seinem Tod auf acht Bände anwachsen sollte, den zentralen Arbeitsschwerpunkt des Autors dar. In seiner präzisen Arbeit am Text erscheint Im Machtgehege geschult an Karl Kraus. Guttenbrunner arrivierte mit diesem fein verästelten und viele Bezüge verarbeitenden Werk zu einem bedeutenden literarischen Chronisten der Zeitgeschichte.
Seit dem Jahr 1994 wurde das literarische Werk Michael Guttenbrunners vom Aachener Rimbaud Verlag gepflegt und betreut. Die dort erschienene Werkausgabe umfasst inzwischen 18 Bände. Seinen letzten Text verfasste Guttenbrunner 84-jährig für die Kärntner Kulturzeitschrift Die Brücke.
Er starb im Wilhelminenspital und wurde in Wien auf dem Heiligenstädter Friedhof (Gruppe A, Reihe 3, Nummer 161) beigesetzt. Sein schriftstellerischer Nachlass ging an das Robert-Musil-Institut für Literaturforschung der Universität Klagenfurt, deren Ehrendoktorat Guttenbrunner seit 1994 innehatte.

## Familie
Am 28. Jänner 1950 heiratete Guttenbrunner standesamtlich und kirchlich in Straßburg Waltrude Marckel. In zweiter Ehe war Michael Guttenbrunner mit der Schauspielerin Maria Winnetou „Winni“ Guttenbrunner (* 1926), Tochter von Alice Herdan-Zuckmayer und Carl Zuckmayer, verheiratet. Diese hatte er am 12. August 1959 standesamtlich in Wien-Währing geheiratet. Kennengelernt hatten sie sich in Begleitung von Franz Theodor Csokor auf dem Begräbnis von Theodor Kramer, gemeinsam hatten sie eine Tochter.
Guttenbrunners älterer Bruder war der SPÖ-Politiker Josef Guttenbrunner.

## Auszeichnungen
- 1954 Georg-Trakl-Preis für Lyrik und Übersetzung (ex aequo mit Christine Lavant, Christine Busta und Wilhelm Szabo)[11]
- 1966 Österreichischer Förderungspreis für Literatur
- 1975 Österreichischer Würdigungspreis für Literatur
- 1981 Literaturpreis der Stadt Wien
- 1987 Kulturpreisträger des Landes Kärnten
- 1994 Ehrendoktorat der Universität Klagenfurt
- 1994 Österreichisches Ehrenkreuz für Wissenschaft und Kunst I. Klasse
- 1994 Großes Goldenes Ehrenzeichen des Landes Kärnten
- 1995 Goldenes Ehrenzeichen der Stadt Wien
- 2004 Theodor-Kramer-Literaturpreis für Schreiben im Widerstand und im Exil
- Der alle zwei Jahre verliehene und hochdotierte Preis des P.E.N.-Clubs Liechtenstein, den Guttenbrunner am Sonntag, dem 16. Mai 2004 hätte entgegennehmen sollen, wurde ihm postum auf der in Schaan in Liechtenstein stattfindenden Feier verliehen.

## Werke
Prosa
- Im Machtgehege I. 1976, Rimbaud Verlag, Aachen 2005, ISBN 978-3-89086-846-2.
- Im Machtgehege II. Rimbaud Verlag, Aachen 1994, ISBN 978-3-89086-898-1.
- Im Machtgehege III. Rimbaud Verlag, Aachen 1997, ISBN 978-3-89086-866-0.
- Im Machtgehege IV. Rimbaud Verlag, Aachen 1999, ISBN 978-3-89086-787-8.
- Im Machtgehege V. Rimbaud Verlag, Aachen 2001, ISBN 978-3-89086-777-9.
- Im Machtgehege VI. Rimbaud Verlag, Aachen 2002, ISBN 978-3-89086-718-2.
- Im Machtgehege VII. Rimbaud Verlag, Aachen 2003, ISBN 978-3-89086-693-2.
- Im Machtgehege VIII. Rimbaud Verlag, Aachen 2004, ISBN 978-3-89086-671-0.
- Aus dem Machtgehege.Rimbaud Verlag, Aachen 2001, ISBN 978-3-89086-732-8.
- Spuren und Überbleibsel. Rimbaud Verlag, Aachen 2001, ISBN 978-3-89086-725-0.
- Im Machtgehege. Werke Band 1. Hrsg. und mit einer Nachbemerkung versehen von Helmuth A. Niederle. Löcker Verlag, Wien 2018, ISBN 978-3-85409-792-1.

Lyrik
- Politische Gedichte. Ephelant, Wien 2001, ISBN 3-900766-15-0.
- Schwarze Ruten. Erstauflage: Ferdinand Kleinmayer, 1947; Neuauflage: Rimbaud Verlag, Aachen 2004, ISBN 978-3-89086-769-4.
- Opferholz. Erstauflage: Otto Müller Verlag, 1954; Neuauflage: Rimbaud Verlag, Aachen 2009, ISBN 978-3-89086-674-1.
- Ungereimte Gedichte. Erstauflage: Claassen, Hamburg 1959. Neuauflage: Rimbaud Verlag, Aachen 2002, ISBN 978-3-89086-746-5.
- Die lange Zeit. Erstauflage: Claassen, Hamburg 1965; Neuauflage: Rimbaud Verlag, Aachen 2008, ISBN 978-3-89086-673-4.
- Der Abstieg. Erstauflage: Neske Verlag, 1975; Neuauflage: Rimbaud Verlag, Aachen 2005, ISBN 978-3-89086-847-9.
- Lichtvergeudung. Erstauflage: 1995; Neuauflage: Rimbaud Verlag, Aachen 2000, ISBN 978-3-89086-804-2.
- Nicht völlig Tag und auch nicht völlig Nacht. Gesammelte Gedichte. Werke Band 2. Hrsg. und mit einer Nachbemerkung versehen von Helmuth A. Niederle. Löcker Verlag, Wien 2020, ISBN 978-3-85409-900-0.